# Вулиця Ярослава Мудрого (Львів)
Ву́лиця Яросла́ва Му́дрого — вулиця у Залізничному районі Львова. Вона розпочинається Т-подібним перехрестям з вулицею Городоцькою, далі до неї прилучаються кілька невеликих вулиць та площ — Голубовича, Морозенка, площа Князя Святослава, Гушалевича, Магазинова. Закінчується чотирипроменевим перехрестям з вулицями Шевченка та Ярослава Пстрака.

## Історія
У XIX столітті район навколо сучасної вулиці Ярослава Мудрого був місцем розташування військових, що, зокрема, відображено і в назвах (сучасних та колишніх) вулиць. Тому цю дільницю Львова активно не забудовували і лише 1885 року було розплановано площу, яку того ж року назвали на честь польського полководця, учасника Листопадового повстання 1830—1831 років, будівничого Юзефа Бема (нині — площа Князя Святослава). Ще у 1840-х роках у касарнях Фердинанда квартирував цісарсько-королівський регімент артилерії, а вся прилегла територія була зайнята майданами для муштри та військових вправ, складами-магазинами, стайнями та іншими будівлями, більшість з яких збереглась донині.
Під час боїв за Львів 1918 року касарні (казарми) Фердинанда були західним бастіоном оборони війська ЗУНР. 4 листопада польські військові намагались штурмувати їх. Однак українцям удалось не лише відбити атаки поляків, але й повернути втрачений Католицький дім (нині Львівський драматичний театр імені Лесі Українки) та утримувати їх до 21 листопада. У ніч проти 22 листопада 1918 року підрозділи та командування галицького війська разом з урядом ЗУНР відступили зі Львова. 
7 вересня 2018 року на вул. Ярослава Мудрого та вул. Шевченка відбулися навчання військової служби правопорядку, метою яких було відпрацювання оборони та захисту військового об'єкту.

## Забудова
В архітектурному ансамблі вулиці Ярослава Мудрого переважають архітектурні стилі віденська сецесія, класицизм, конструктивізм, а також присутня радянська забудова 1950-х років, сучасна забудова 2000-х—2010-х років. Декілька будинків внесені до Реєстру пам'яток архітектури місцевого значення.

### Будинки
№ 1 — п'ятиповерховий житловий будинок, збудований у 1950-х роках, де на першому поверсі за радянських часів містився магазин готового одягу, у 2000-х роках — крамниця «Замки». На початку 2010-х років тут містилося відділення «Астра Банку», а нині — відділення ПАТ «Кредобанк».
№ 3 — житловий будинок, одне з приміщень першого поверху якого нині займає офіс туристичної агенції «Атлантидатур».
№ 5 — чотириповерховий житловий будинок, збудований наприкінці 1950-х роках у стилі конструктивізм. Початково тут містилася контора центрального автобусно-таксомоторного вокзалу міста Львова.
№ 7 — тут в лютому 1884 року, для покращення пожежної безпеки міста, було споруджено перші спеціальні приміщення пожежної сторожі із казармами для пожежників, стайнями для 24 пар коней. Від радянських часів ці приміщення займав військкомат Залізничного району м. Львова. 1 грудня 2007 року почався процес об'єднання військових комісаріатів, так, Личаківський, Шевченківський та Залізничний — у Личаківсько-Шевченківсько-Залізничний ОРВ, який переїхав в одне з приміщень штабу Західного оперативного командування на вул. Батуринській, 2. Саме приміщення колишнього військомату Міністерство оборони України передало на баланс ЛКП «Агенція ресурсів ЛМР» 6 травня 2009 року, яке на початку 2018 року продало це приміщення ТзОВ «Торговий комплекс „Базар України“».
№ 8 — триповерхова чиншова (прибуткова) кам'яниця кінця XIX століття, в архітектурному оздобленні якої переплелися стилі — історизм та класицизм. Від моменту побудови вона належала художникам Ісааку та Маурицію Флекам. Події українсько-польського протистояння 1918 року, значною мірою, торкнулися й цієї кам’яниці. Комплекс військових касарень Фердинанда, що розташовувалися неподалік кам'яниці був важливим пунктом для українських військ та перешкоджали польським «орлятам» просуватися далі до середмістя, тому його втримати галичанам було необхідно. До того ж, керівництво розглядало їх як плацдарм для майбутнього наступу на львівський двірець. 7 листопада новопризначений командант українськими військами у Львові Гриць Коссак вирішив переломити ситуацію на фронті та дав команду почати контрудар. На стрільців у касарні Фердинанда покладали найвідповідальніше завдання — прориватися до залізничного двірця. Для виконання цього відповідального завдання старшим було призначено четаря Романа Купчинського, котрий мав у розпорядженні лише 56 стрільців. Вдосвіта 9 листопада бійці непомітно вирушили із касарень та дворами добрались до двох будинків на вулиці Бема № 2 та № 8. Польські вояки, що там знаходилися, були заскочені зненацька та в паніці покинули кам’яниці. За певний час поляки прийшли до тями та розпочали масований обстріл кам'яниць, зайнятих українцями. Обстріл спричинив пожежу, але через неробочий водогін, її не було чим гасити. Підрозділ Купчинського тримав оборону та сподівався на підкріплення, але воно до вечора таки не прийшло. Коли у стрільців майже закінчились набої, сенсу продовжувати бій не залишилося: Купчинський дав наказ відступити назад до касарень. Спроба наступу українців провалилася. На часі Другої Речі Посполитої у цьому будинку була Перша крайова фабрика виробів з мармуру Круліка. Нині тут звичайний житловий будинок.
№ 9 — тут за Польщі містилася єврейська школа для німих дітей, директором якої був Юзеф Бардах. У другій половині 1940-х—1950-х роках там працювала лазня № 4 Львівського лазнево-ванного тресту.
№ 10 — тут від 1940 року діяв львівський лікеро-горілчаний завод № 4.
№ 11 — на місці п'ятиповерхового житлового будинку, збудованого наприкінці 1960-х років, розташовувалася реміза (депо) кінного трамваю, яке у Львові почали будувати у червні 1879 року за проєктом львівського інженера Л. Радванського. Депо ліквідоване у 1907 році. У 1950-х роках у вцілілих будівлях колишнього депо працював молокозавод, згодом — колишні стайні перетворили на гаражі. Від радянських часів на першому поверсі п'ятиповерхівки працює магазин «Продукти», а також одне з приміщень займає кафе-бар.
№ 12 — житловий будинок. У березні 2023 року завершена реставрація дубової брами будинку. Реставратори відновили втрачені елементи, встановили нове засклення брами та верхнього світлика, а також виготовили та встановили нові ручки. Завдяки реставрації вдалося продовжити життя цій брамі ще на ще кілька десятиліть. Поруч із брамою зберігся автентичний номерний знак, зі збереженою старою назвою вулиці (Ю. Бема). Роботи, які виконували у межах міської Програми співфінансування відновлення цінних елементів в історичних будинках, тривали три місяці.
№ 12а — двоповерховий будинок, де за Польщі містилися крамниці шкіряних товарів «Поліхемія» та тканин «Вільорко». У другій половині 1940-х—1950-х роках там містилася артіль «Червоний прапор» Львівського Облхімхарчпромсоюзу. Нині це приміщення займає сервісний центр Залізничного районного відділу ГУ Державної міграційної служби України у Львівській області. 
№ 12в — житловий комплекс, що складається з одного двосекційного чотириповерхового будинку клубного типу з вбудованими нежитловими приміщеннями, збудований у 2015-2016 роках будівельною компанією «Мій дім», а у квітні 2016 року зданий в експлуатацію.
№ 15 — двоповерхова наріжна кам'яниця кінця XIX століття. За Польщі тут діяла синагога «Аґудас Ахім», а також було поштове відділення № 15, нині там продуктовий магазин «Еколан».
№ 18 — за Польщі тут функціонувала кузня Твожидла.
№ 21, 23, 29 — житлові будинки, споруджені у 1904—1907 роках за проєктом архітектора Броніслава Бауера. Будинки № 21 та № 29 внесені до Реєстру пам'яток архітектури місцевого значення під охоронними № 1636-м та № 1637-м відповідно.
№ 33 — у цьому будинку міститься готель «Престиж», номерний фонд якого складається з 10 номерів категорій — люкс, напівлюкс, стандарт. В готелі діє однойменний ресторан-бар.
№ 39 — за Польщі тут діяла синагога «Бейс Шломо бен Давид» товариства «Аґудас Шломо», збудована 1899 року за проєктом львівського архітектора Саломона Рімера. 1902 року прибудоване приміщення до будівлі синагоги, також виконане за проєктом С. Рімера. 1907 року навколо будівлі збудована огорожа. Нині цієї адреси не існує.